# Cultura de Karasuk
La cultura de Karasuk fou un grup de societats de l'Edat del Bronze, aquestes s'estenien des del mar d'Aral fins al naixement del riu Ienissei, a l'est i sud de les Muntanyes Altaiques i la serralada Tian Shan, entre el 1500 i el 1800 aC.

## Història
La distribució geogràfica de la Cultura de Karasuk incloïa la zona est de la Cultura d'Andrónovo, i sembla que la va reemplaçar. Les restes dels assentaments humans són pràcticament inexistents, i la majoria són de tipus mortuòria. Almenys s'han pogut identificar 2000 tombes. El període d'existència d'aquesta cultura va abastar fins a l'any 700 aC aproximadament. Després del 700 aC i fins al 200 aC la cultura existent va ser semblant. S'ha identificat que existia comerç entre el Nord de la Xina, la regió del Baikal, el mar Negre i els Urals, això va influenciar en gran manera aquesta cultura. La cultura de Tagar va reemplaçar la de Karasuk.
L'economia era una mescla entre agricultura i ramaderia. Aquesta cultura sembla que hauria sigut més mòbil que la d'Andrónovo. Els Karasuk eren pagesos que practicaven la metal·lúrgia a gran escala. S'han pogut identificar objectes fets de bronze arsenical en les restes trobades. Pel que fa als assentaments eren cases excavades i enterraven els morts en cistes que després cobrien amb kurgans (túmuls), i rodejaven aquests de pedres quadrades. Pel que fa a la manufactura eren uns grans treballadors de la metal·lúrgia, s'han identificat ganivets de bronze amb dissenys corbs i mànecs decorats, també s'han pogut reconèixer brides de cavalls. Pel que fa a la ceràmica s'ha comparat amb la descoberta a la Mongòlia Interior i a l'interior de la Xina, amb ganivets de bronze mortuoris semblants als del nord-est de la Xina. Les seves representacions artístiques realistes dels animals possiblement van contribuir al desenvolupament de l'art Escita.
Els orígens de la Cultura de Karasuk són complexes, però la teoria més acceptada és que es va originar amb la cultura Andrónovo junt amb les cultures que habitaven el riu Ienissei. No s'ha pogut confirmar totalment la identitat ètnica de la cultura de Karasuk, ja que la cultura Andrónovo està relacionada amb els Indo-Iranians mentre que les cultures del riu Ienissei amb els pobles de les estepes. També s'ha proposat que podrien ser pobles proto-irànics. Els arqueòlegs els han descrit com a pobles amb característiques aparentment caucàsiques George van Driem va teoritzar que tenien relació amb els pobles ienisseians i buruixaski.
Keyser (2009) va publicar un estudi genètic de cultures siberianes antigues que incloïen la cultura Andrónovo, la Karasuk, la Tagar i la Tashtyk. Van analitzar genèticament quatre individus de la cultura de Karasuk de quatre emplaçaments diferents, del 1400 aC al 800 aC. Dos d'ells posseïen els haplogrups eurasiàtics U5a1 i U4. Els altres dos tenien el haplogrup del cromosoma Y R1A1, el qual es creu que forma part de les primeres migracions indo-europees. Es va determinar que tots ells eren caucàsics i amb ulls clars.